# أندريس بليكافس
أندريس بليكافس (بالإنجليزية: Andris Blicavs)‏ مواليد 30 يوليو 1954، هو لاعب كرة سلة أسترالي سابق.

## روابط خارجية
- أندريس بليكافس على موقع الاتحاد الدولي لكرة السلة (الإنجليزية)
- أندريس بليكافس على موقع سبورتس رفرنس (الإنجليزية)
- أندريس بليكافس على موقع اللجنة الأولمبية الدولية (الإنجليزية)
- أندريس بليكافس على موقع أوليمبيديا (الإنجليزية)
- أندريس بليكافسعلى موقع اللجنة الأولمبية اللاتفية (مؤرشف) (اللاتفية)
- أندريس بليكافس على موقع اللجنة الأولمبية الأسترالية (الإنجليزية)